# 林訥河
51°0′51.55″N 9°22′15.55″E / 51.0143194°N 9.3709861°E

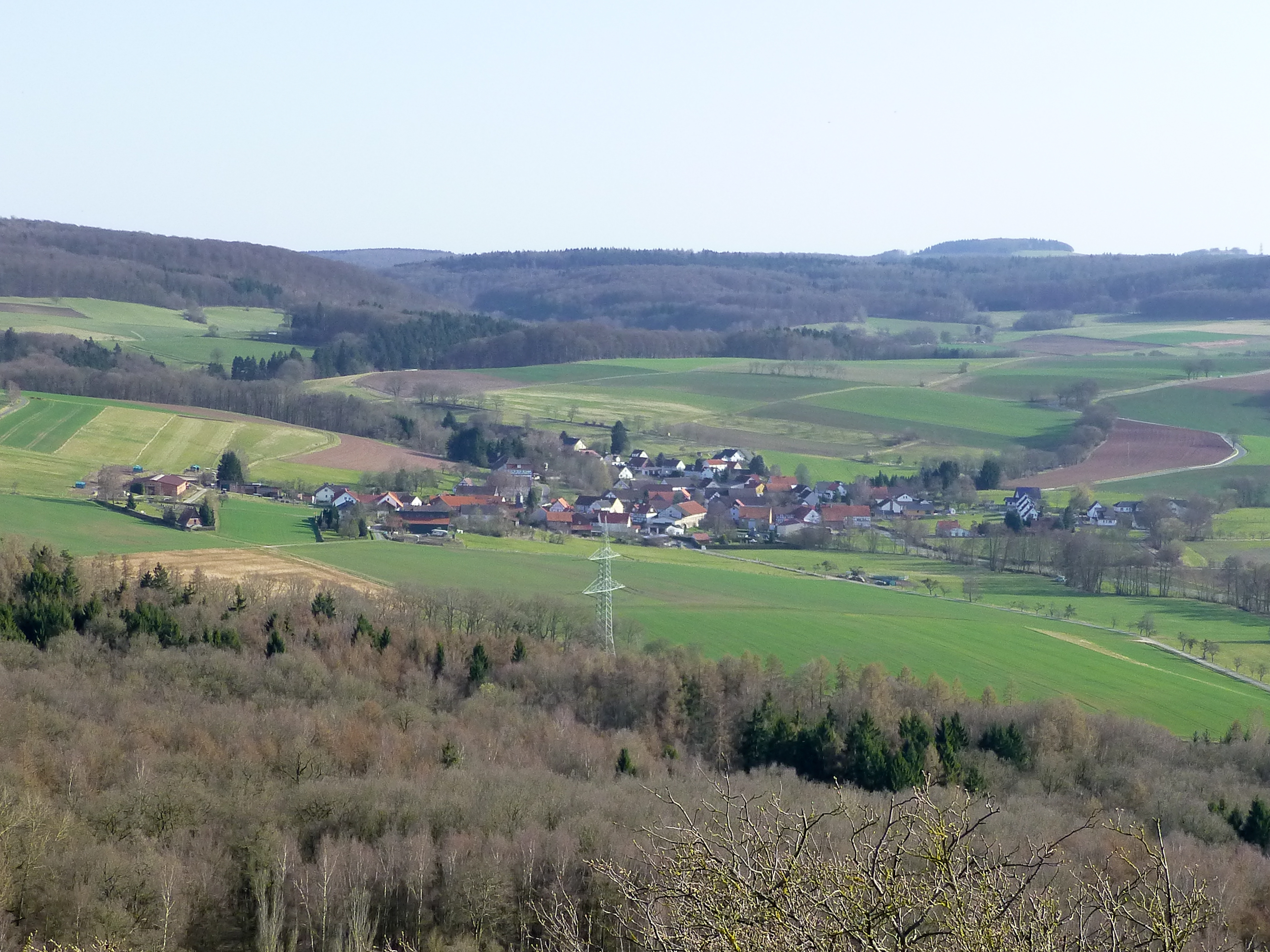
林訥巴赫河（右）

林訥河（德語：Rinnebach），是德國黑森州的河流，位於該國中部，屬於埃夫策河的左支流，河道全長15.8公里，流域面積30.1平方公里，河口處在埃夫策河畔洪贝格以西。